# ONE (BLACK CATSのアルバム)
ONE(ワン)はBLACK CATSのアルバム。

## 内容
再結成期最後のオリジナル・アルバム。2005年に発売したリマスター盤「ONE+」は、ボーナストラックとして、「TIGER TWIST」「I GOT A BABY」「I GET SO EXCITED」の3曲のライブ・バージョンを追加収録。12曲中4曲は、シングル収録作品である。

## 収録曲
1. I WANNA ROCK
作詞・作曲・編曲:NOBODY
2. Ain't Got No Love
作詞・作曲・編曲:NOBODY
3. BLACK CATS(Japanese ver.)
作詞:工藤哲雄 作曲:魚海洋司 編曲:GUITAR FISH
4. FLY LIKE AN ANGEL
作詞:工藤哲雄 作曲・編曲:NOBODY
5. Pretty Woman
作詞・作曲:魚海洋司 編曲:GUITAR FISH
6. Need Your Lovin'
作詞・作曲・編曲:CHiBUN
7. Scratch
作詞・作曲・編曲:NOBODY
8. pearly queen〜let's go up to heaven〜
作詞・作曲・編曲:NOBODY
9. Freedom
作詞:工藤哲雄 作曲:魚海洋司 編曲:GUITAR FISH
10. Rockin' Red Wing
作詞・作曲:Public Domain 編曲:GUITAR FISH
11. PARTY CAT
作詞・作曲・編曲:MASAKI
12. 君がいた夏〜Just come back to me〜
作詞:堤まり・MASAKI 作曲・編曲:MASAKI